# Beller Kirche

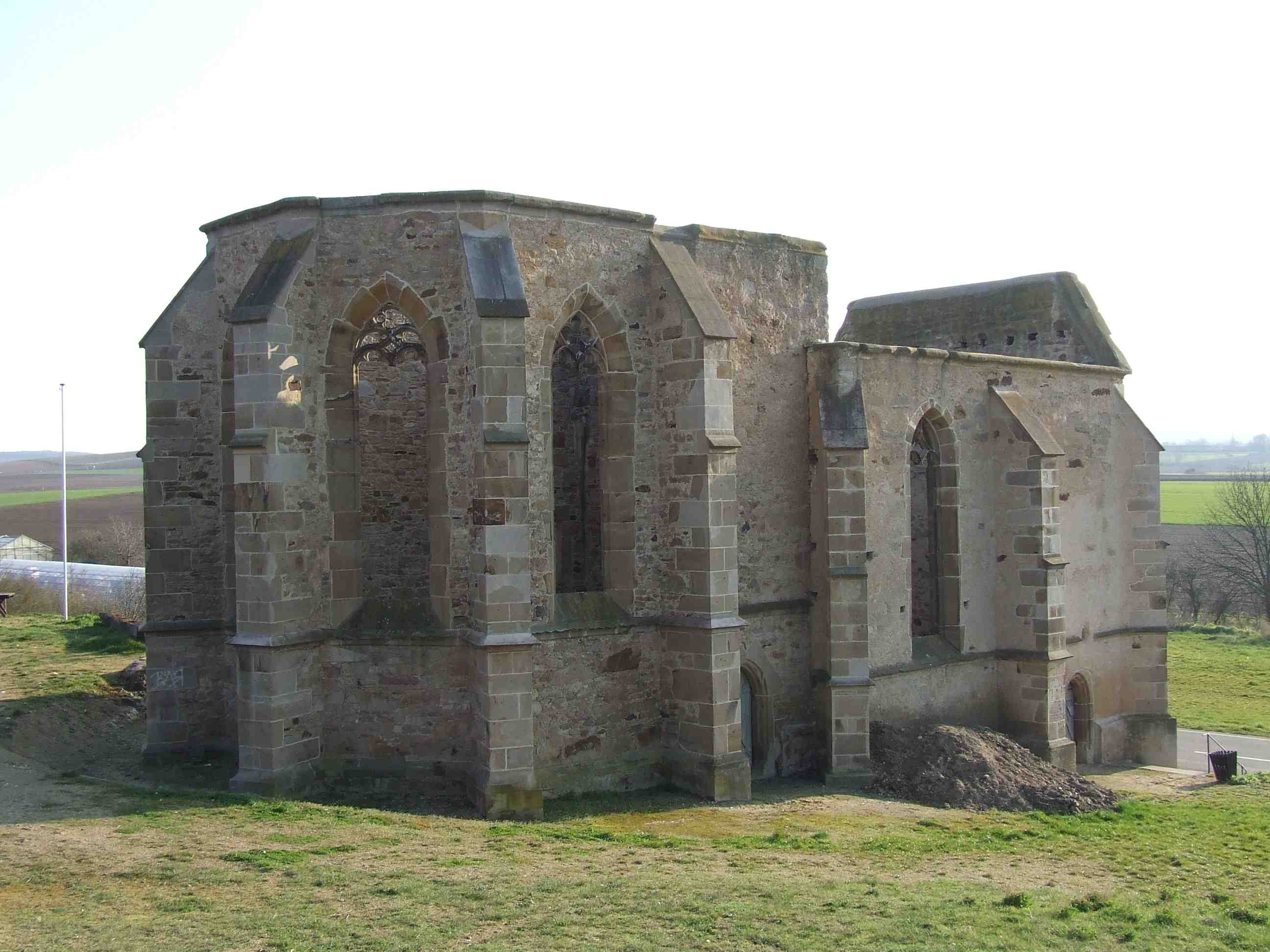
Beller Kirche

Die Beller Kirche ist eine spätgotische Kirchenruine, die 300 m südlich von Eckelsheim „auf freiem Felde“ liegt. Sie ist das Wahrzeichen des Dorfes. Über ihre Geschichte gibt es nur wenig Konkretes, aber viele Vermutungen und Legenden.

## Der Bau der Kirche
In einer jüngst wiederentdeckten Urkunde aus dem Jahr 1490 wird von dem „angefangenen Bau einer Kapelle und darin ein Altar zur Ehre Unserer Lieben Frau, genannt in den Bellen“ gesprochen. Mittwochs und an allen Marienfeiertagen soll „für ewige Zeiten“ eine Messe gelesen werden. Zum Zeitpunkt der Beurkundung war vermutlich nur der Chorraum fertiggestellt und im Chorbogen mit einer Holzwand abgeschlossen. Der Bau des Langhauses erstreckte sich bis 1519, wie die Inschrift auf dem Westportal belegt. Kirche und Sakristei waren durch Gewölbe und Ziegelbedachung geschützt.
Die Lage der Kirche ist gut gewählt, denn sie steht auf verfestigtem Sand und in der Nähe einer ehemals ergiebigen Quelle („Beller Brünnchen“). Vermutlich gab es an dieser Stelle bereits einen Vorgängerbau aus Holz. Prähistorische Funde belegen eine Nutzung dieses Ortes seit langer Zeit.

## Der Name
Zur Herkunft des Namens gibt es fast ein Dutzend Theorien. Am häufigsten genannt wird der Bezug zu den mächtigen Pappeln (=Bellen), die noch am Anfang des 20. Jahrhunderts das Bild am Fuß der Kirche prägten. Aber auch „Bella Maria“ im Zusammenhang mit dem Patrozinium der Kirche und der keltische Quellengott Belenus tauchen in aktuellen oder früheren Diskussionen auf.

## Der Beller Markt
Zu Maria Geburt (8. September) pilgerten Gläubige aus weitem Umkreis zur Beller Kirche. Diese Menschen mussten versorgt werden, und sie waren nach den Zeremonien empfänglich für Unterhaltung und Warenangebote. So entstand der Beller Markt, ein Jahrmarkt von überregionaler Bedeutung, der dem kleinen Ort Eckelsheim die Bezeichnung „Marktflecken“ einbrachte. Der Beller Markt wurde bis 1902 hier auf freiem Feld abgehalten.

## Die Ruine
Zu diesem Zeitpunkt war die Kirche längst verfallen. Für die Zeit zwischen 1584 und 1774 gibt es keine Information über ihren Zustand. Auch der Pfälzer Erbfolgekrieg hinterließ seine Spuren in der Region. Vermutlich hat die Kirche nach der Reformation am Ende des 16. Jahrhunderts ihre geistliche Bedeutung verloren und verfiel im Laufe der Zeit.
Recht auffällig ist, dass die Ruine wie präpariert wirkt. Die Außenwände stehen in voller Höhe seit mindestens 200 Jahren und bezeugen die Nutzung der Ruine. Nur die Steine der Sakristei wurden abgebrochen und zum Hausbau wiederverwendet. Als Lagerplatz für Feldfrüchte, als Tanzboden beim Beller Markt und sogar als Platz für eine unterirdische Flachs- und Hanfdarre wurde die Ruine vor weiterem Verfall bewahrt. Nach dem Ende des Beller Marktes blieb die Beller Kirche allerdings wieder sich selbst überlassen.
Seit 1982 wurde die Ruine nach und nach für Veranstaltungen wiederentdeckt. Es folgten einige teilweise aufwändige Sanierungsmaßnahmen, um den Bestand zu sichern. Heute ist die Beller Kirche (wieder) ein beliebter Ort für kulturelle und kirchliche Veranstaltungen – in alten Mauern und unter freiem Himmel.
Der „Förderverein Kulturdenkmal Beller Kirche e. V.“ möchte dieses Zeugnis der Vergangenheit auch künftigen Generationen bewahren.

## Rezeption
Der Heimatdichter Heinrich Bechtolsheimer wählte die Beller Kirche in seiner historischen Erzählung Zwischen Rhein und Donnersberg (1903) mehrfach als Ort der Handlung. In Kapitel 5 beschreibt er sie folgendermaßen:

„Nicht weit von dem Dorfe, steht nämlich mitten im freien Felde eine alte, zerfallene Kirche, die sogenannte Beller Kirche. Man erzählt sich, an dem Platze, wo die Kirche steht, habe einst ein Dorf mit Namen Bellen gestanden, das im dreißigjährigen Kriege zerstört worden sei. Die Sache ist ungewiß, jedenfalls ist ein Dorf dieses Namens aus der Menschen Gedenken verschwunden. Viel richtiger ist die Vermutung, daß die Kirche von den Bellen, den Pappeln die sie einst umgaben, ihren Namen hat. Auch daß die Kirche noch benutzt worden sei, weiß sich niemand mehr zu erinnern. Vermutlich ist sie in Zeiten, die längst vergangen sind, eine Wallfahrtskirche gewesen, zu der die Frommen alljährlich pilgerten. Das Dach ist zerstört, die Fenster sind zerschlagen, alles was zur inneren Ausstattung einer Kirche gehört ist verschwunden, aber die Mauern, wiewohl grau und verwittert, sind noch unbeschädigt, auch die Fensterrahmen sind noch erhalten.“

Eduard Adolay lässt um 1869 einen Teil seiner Erzählung Gerichtet und Gerettet – Ein Bild aus dem Hundsrücker Räuberleben ebenfalls an der Beller Kirche spielen (Kapitel 8).

## Bilder

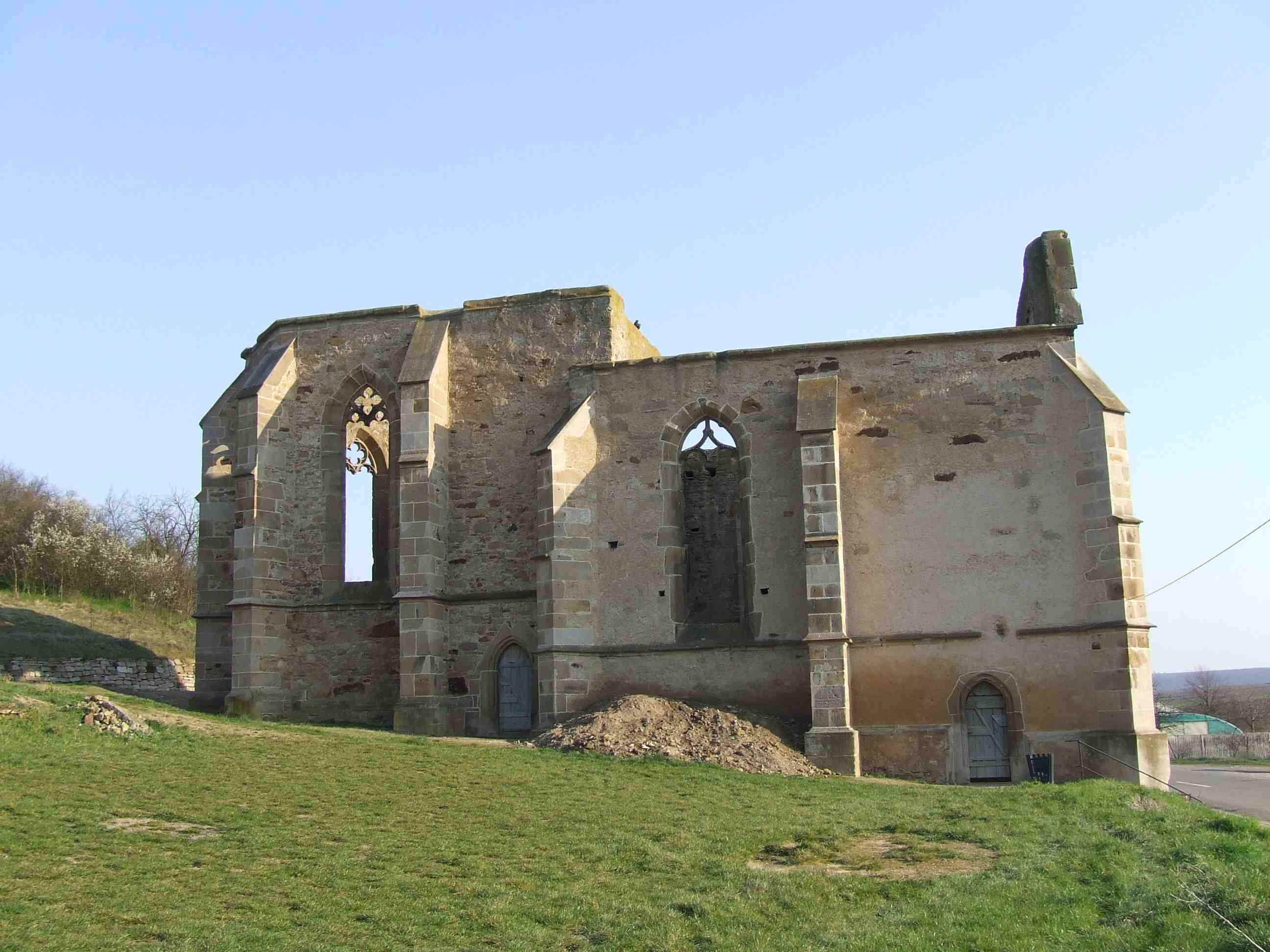
Nordseite
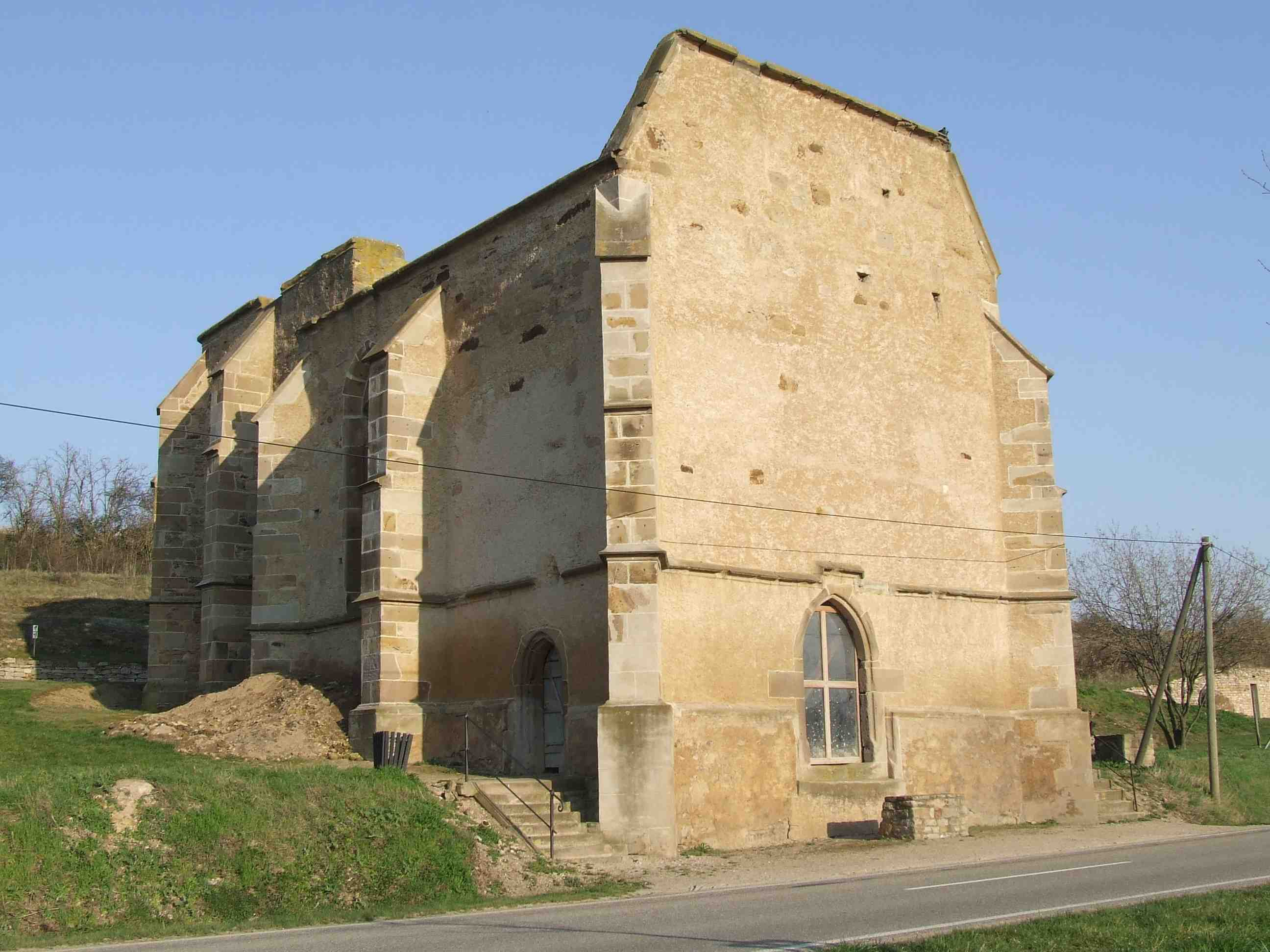
Nordnordwest
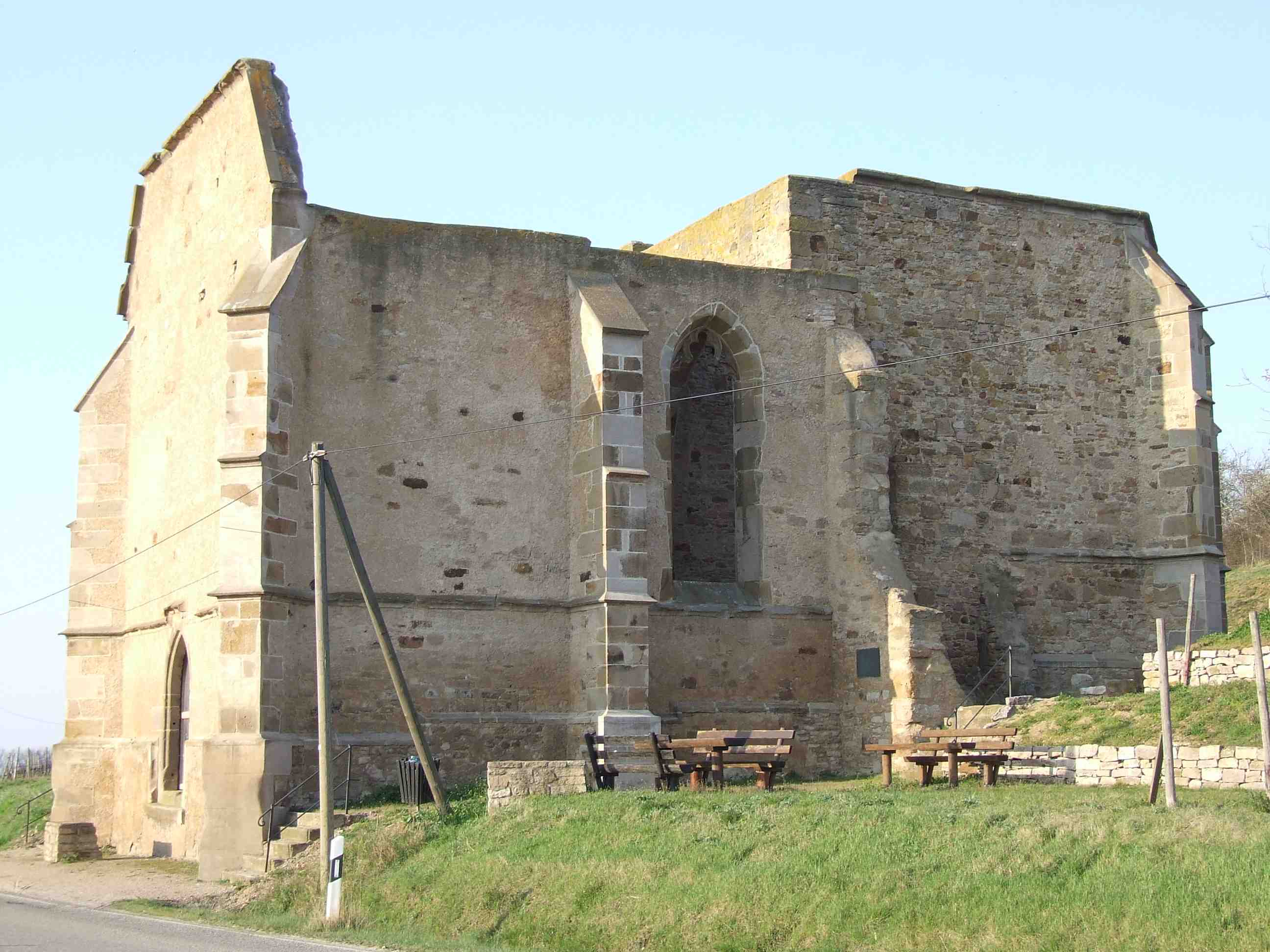
Südsüdwest
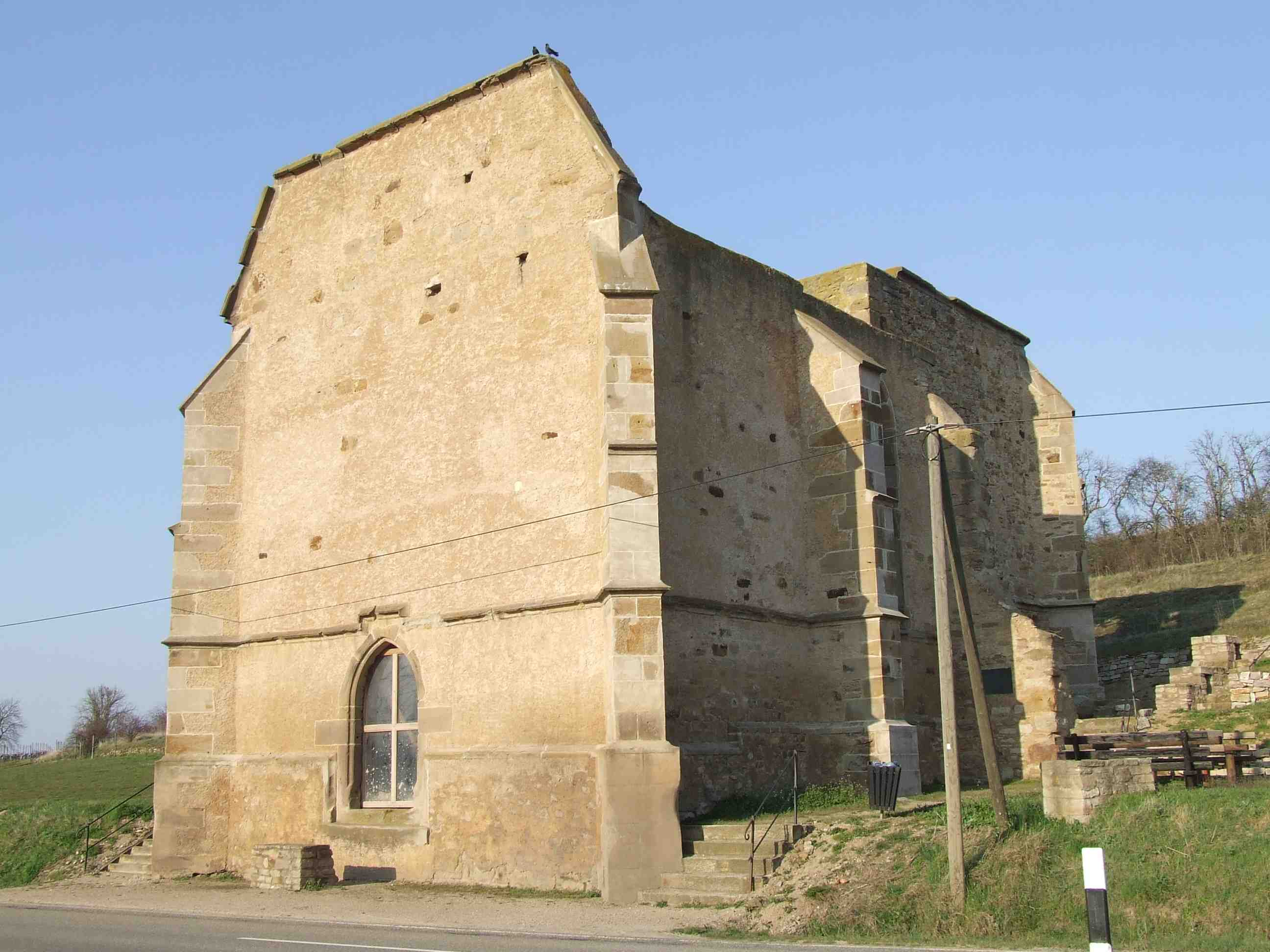
Westsüdwest